# Anisomorpha buprestoides
Anisomorpha buprestoides är en insektsart som först beskrevs av Stoll 1813.  Anisomorpha buprestoides ingår i släktet Anisomorpha och familjen Pseudophasmatidae. Inga underarter finns listade i Catalogue of Life.

## Bildgalleri

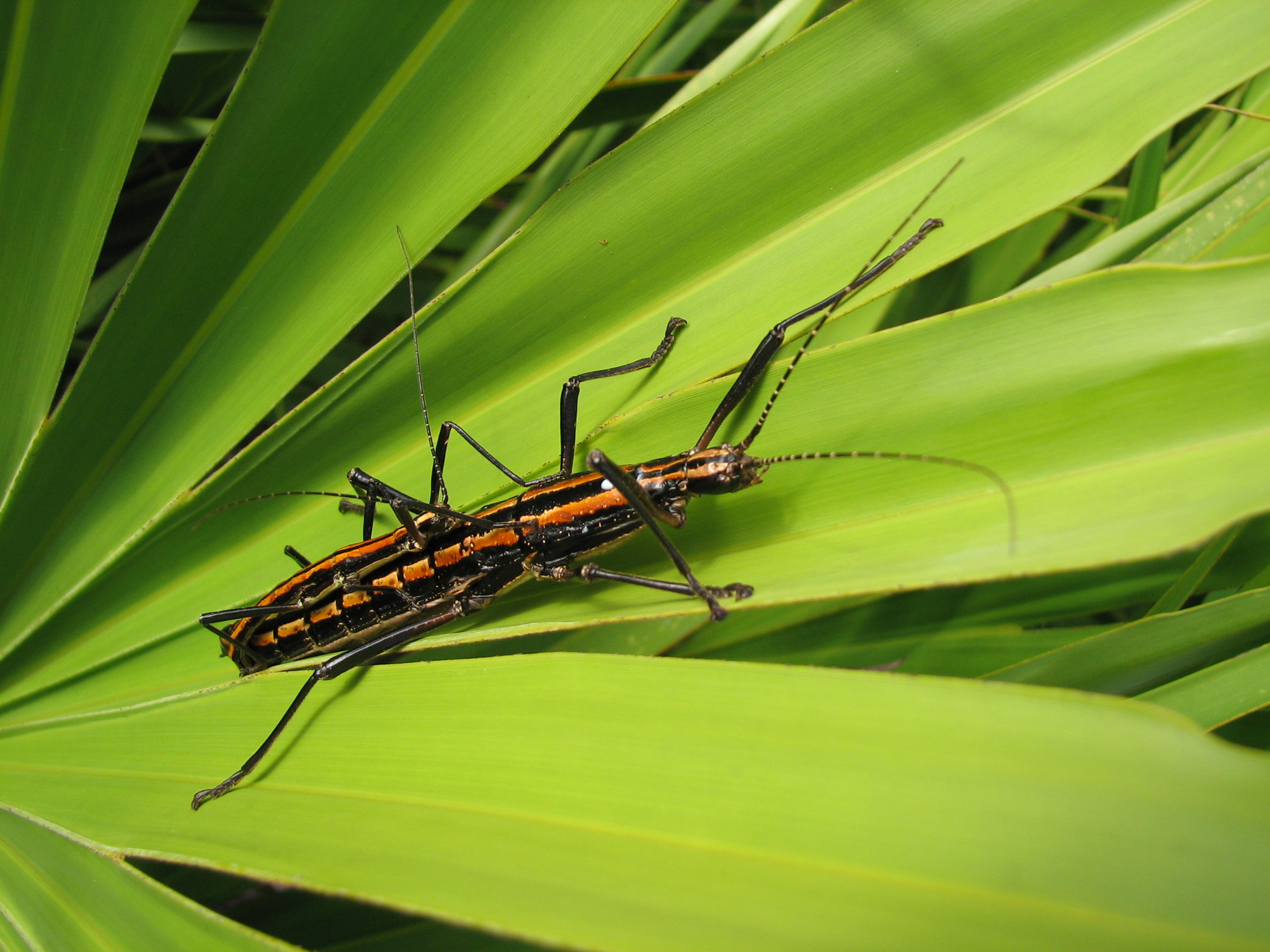